# Список министров юстиции Германии
Данный список представляет глав Федерального министерства юстиции и защиты прав потребителей Германии и учреждений, выполнявших соответствующие функции. Охватывает исторический период со времён кайзеровской Германии по настоящее время.

## Статс-секретари имперского ведомства юстиции кайзеровской Германии, 1876-1918

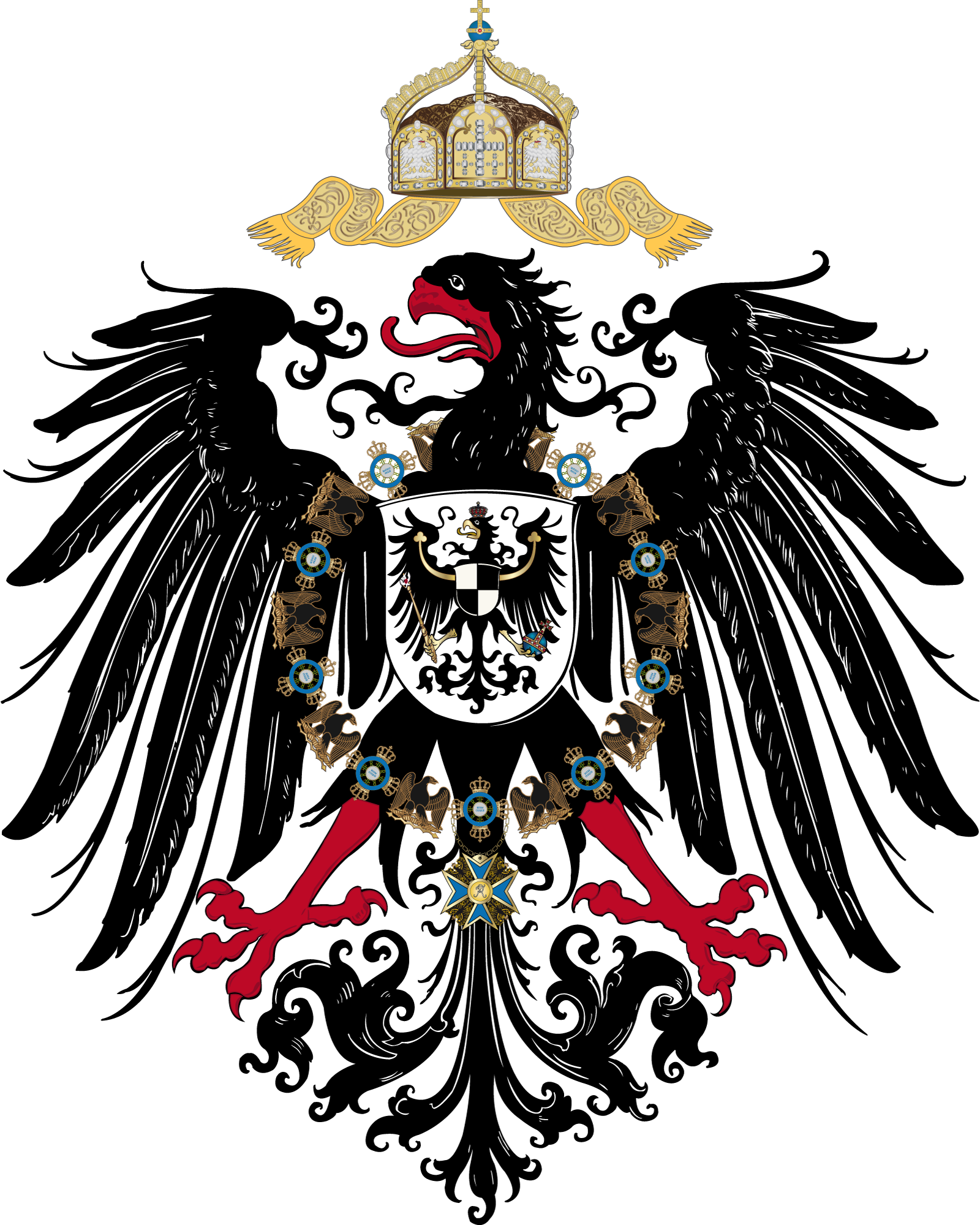
Герб Германской империи

| Имя                       | Дата вступления в должность | Дата снятия с должности | Партия |
| ------------------------- | --------------------------- | ----------------------- | ------ |
| Генрих фон Фридберг       | 21 декабря 1878             | 30 октября 1879         | -      |
| Герман фон Шеллинг        | 19 ноября 1891              | 31 января 1889          | -      |
| Отто фон Оельшлэгер       | 19 февраля 1889             | 2 февраля 1891          | -      |
| Роберт Боссе              | 2 февраля 1891              | 24 марта 1892           | -      |
| Эдуард Ханауер            | 2 апреля 1892               | 25 октября 1893         | -      |
| Рудольф Арнольд Нибердинг | 11 июля 1893                | 25 октября 1909         | -      |
| Герман Лиско              | 25 октября 1909             | 5 августа 1917          | -      |
| Пауль фон Краузе          | 7 августа 1917              | 13 февраля 1919         | -      |

## Министры юстиции Веймарской республики, 1919-1933

Герб Веймарской республики

| Имя                   | Дата вступления в должность | Дата снятия с должности | Партия             |
| --------------------- | --------------------------- | ----------------------- | ------------------ |
| Отто Ландсберг        | 13 февраля 1919             | 20 июня 1919            | СДПГ               |
| Ойген Шиффер          | 3 октября 1919              | 26 марта 1920           | НДП                |
| Андреас Блунк         | 27 марта 1920               | 8 июня 1920             | НДП                |
| Рудольф Хайнце        | 25 июня 1920                | 4 мая 1921              | НДП                |
| Ойген Шиффер          | 10 мая 1921                 | 22 октября 1921         | НДП                |
| Густав Радбрух        | 26 октября 1921             | 14 ноября 1922          | СДПГ               |
| Рудольф Хайнце        | 22 ноября 1922              | 12 августа 1923         | НДП                |
| Густав Радбрух        | 13 августа 1923             | 3 ноября 1923           | СДПГ               |
| Эрих Эммингер         | 30 ноября 1923              | 15 апреля 1924          | БНП                |
| Курт Йоэль (де-факто) | 15 апреля 1924              | 15 декабря 1924         | -                  |
| Йозеф Френкен         | 15 января 1925              | 21 ноября 1925          | Центр              |
| Ганс Лютер (и.о.)     | 21 ноября 1925              | 5 декабря 1925          | -                  |
| Вильгельм Маркс       | 20 января 1926              | 12 мая 1926             | Центр              |
| Иоганнес Белль        | 16 мая 1926                 | 17 декабря 1926         | Центр              |
| Оскар Хергт           | 29 января 1927              | 12 июня 1928            | НННП               |
| Эрих Кох-Везер        | 28 июня 1928                | 13 апреля 1929          | НДП                |
| Теодор фон Гэрар      | 13 апреля 1929              | 27 марта 1930           | Центр              |
| Иоганн Виктор Бредт   | 30 марта 1930               | 5 декабря 1930          | ПНСГ               |
| Курт Йоэль            | 5 декабря 1930              | 30 мая 1932             | -                  |
| Франц Гюртнер         | 1 июня 1932                 | 30 января 1933          | НННП→ беспартийный |

## Министры юстиции Третьего рейха, 1933-1945

Герб Третьего рейха

| Имя                        | Дата вступления в должность | Дата снятия с должности | Партия |
| -------------------------- | --------------------------- | ----------------------- | ------ |
| Франц Гюртнер              | 30 января 1933              | 29 января 1941          | -      |
| Франц Шлегельбергер (и.о.) | 30 января 1941              | 19 августа 1942         | НСДАП  |
| Отто Тирак                 | 20 августа 1942             | 23 мая 1945             | НСДАП  |

## Министры юстиции Федеративной Республики Германия, 1949-1990

Герб ФРГ

| Имя                    | Дата вступления в должность | Дата снятия с должности | Партия |
| ---------------------- | --------------------------- | ----------------------- | ------ |
| Томас Делер            | 20 сентября 1949            | 20 октября 1953         | СвДП   |
| Фриц Ноймайер          | 20 октября 1953             | 16 октября 1956         | СвДП   |
| Ганс-Иоахим фон Меркац | 16 октября 1956             | 29 октября 1957         | НП     |
| Фриц Шеффер            | 29 октября 1957             | 14 ноября 1961          | ХСС    |
| Вольфганг Штаммбергер  | 14 ноября 1961              | 19 ноября 1962          | СвДП   |
| Эвальд Бухер           | 13 декабря 1962             | 27 марта 1965           | СвДП   |
| Карл Вебер             | 1 апреля 1965               | 26 октября 1965         | ХДС    |
| Рихард Яегер           | 26 октября 1965             | 30 ноября 1966          | ХСС    |
| Густав Хайнеман        | 1 декабря 1966              | 26 марта 1969           | СДПГ   |
| Хорст Эмке             | 26 марта 1969               | 21 октября 1969         | СДПГ   |
| Герхард Ян             | 22 октября 1969             | 7 мая 1974              | СДПГ   |
| Ганс-Йохен Фогель      | 16 мая 1974                 | 22 января 1981          | СДПГ   |
| Юрген Шмуде            | 22 января 1981              | 1 октября 1982          | СДПГ   |
| Ганс Энгельхард        | 4 октября 1982              | 2 октября 1990          | СвДП   |

## Министры юстиции Германской Демократической Республики, 1949-1990

Герб ГДР

| Имя                   | Дата вступления в должность | Дата снятия с должности | Партия                 |
| --------------------- | --------------------------- | ----------------------- | ---------------------- |
| Макс Фехнер           | 4 октября 1949              | 14 июля 1953            | СЕПГ                   |
| Хильда Беньямин       | 15 июля 1953                | 13 июля 1967            | СЕПГ                   |
| Курт Вюнше            | 14 июля 1967                | 15 октября 1972         | ЛДПГ                   |
| Ганс-Иоахим Хойзингер | 16 октября 1972             | 11 января 1990          | ЛДПГ                   |
| Курт Вюнше            | 12 января 1990              | 12 апреля 1990          | ЛДПГ→АСД →беспартийный |

## Министры юстиции Федеративной Республики Германия, 1990-сегодня

Герб ФРГ

### Министры юстиции, 1990-2013
| Имя                              | Дата вступления в должность | Дата снятия с должности | Партия       |
| -------------------------------- | --------------------------- | ----------------------- | ------------ |
| Ганс Энгельхард                  | 2 октября 1990              | 18 января 1991          | СвДП         |
| Клаус Кинкель                    | 18 января 1991              | 18 мая 1992             | беспартийный |
| Сабина Лойтхойссер-Шнарренбергер | 18 мая 1992                 | 17 января 1996          | СвДП         |
| Эдзард Шмидт-Йорциг              | 17 января 1996              | 26 октября 1998         | СвДП         |
| Герта Дойблер-Гмелин             | 27 октября 1998             | 22 октября 2002         | СДПГ         |
| Бригитта Циприс                  | 22 октября 2002             | 27 октября 2009         | СДПГ         |
| Сабина Лойтхойссер-Шнарренбергер | 28 октября 2009             | 17 декабря 2013         | СвДП         |

### Министры юстиции и защиты прав потребителей, 2013-2021
| Имя               | Дата вступления в должность | Дата снятия с должности | Партия |
| ----------------- | --------------------------- | ----------------------- | ------ |
| Хайко Маас        | 17 декабря 2013             | 14 марта 2018           | СДПГ   |
| Катарина Барли    | 14 марта 2018               | 27 июня 2019            | СДПГ   |
| Кристина Ламбрехт | 27 июня 2019                | 8 декабря 2021          | СДПГ   |

### Министры юстиции (2021—2025)
| Имя             | Дата вступления в должность | Дата снятия с должности | Партия |
| --------------- | --------------------------- | ----------------------- | ------ |
| Марко Бушман    | 8 декабря 2021              | 7 ноября 2024           | СвДП   |
| Фолькер Виссинг | 7 ноября 2024               | 6 мая 2025              | СвДП   |

### Министры юстиции и защиты прав потребителей (с 2025)
| Имя           | Дата вступления в должность | Дата снятия с должности | Партия |
| ------------- | --------------------------- | ----------------------- | ------ |
| Штефани Хубиг | 6 мая 2025                  | в должности             | СДПГ   |